# منطقه کلان‌شهر لینچبرگ
منطقه کلان‌شهر لینچبرگ (به انگلیسی: Lynchburg metropolitan area) یک منطقهٔ مسکونی در ایالات متحده آمریکا است که در ویرجینیا واقع شده‌است. منطقه کلان‌شهر لینچبرگ ۲۶۰٬۲۳۲ نفر جمعیت دارد.